# Filippo Pozzato

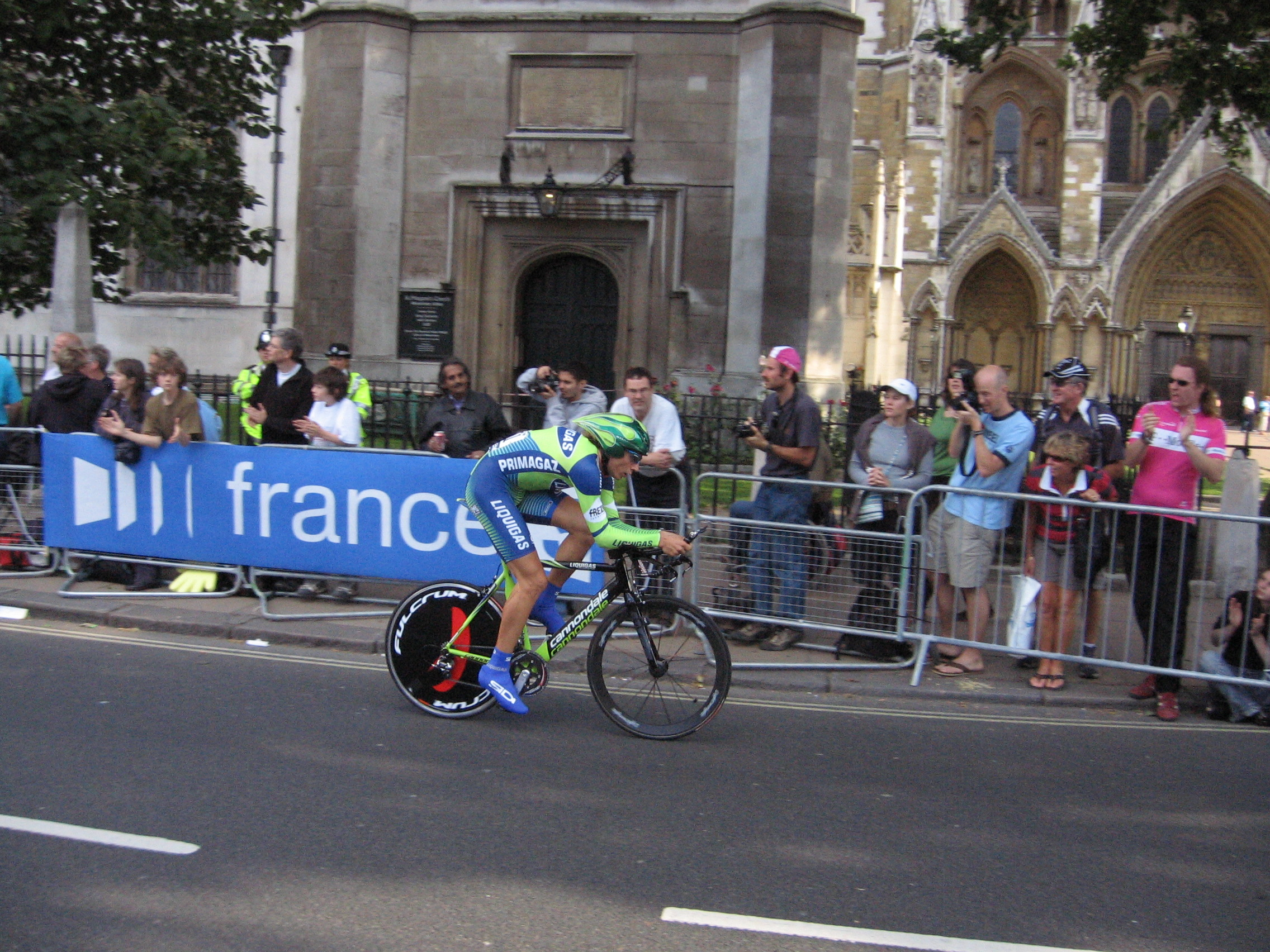
Filippo Pozzato al Tour de França de 2007

Filippo Pozzato   (Sandrigo, 10 de setembre de 1981) és un ex-ciclista italià, professional entre el 2000 i el 2018. Destacava per la seva qualitat a les clàssiques, però també ha aconseguí bons resultats en curses per etapes.

## Carrera
Va passar a professional el 2000 amb el Mapei. Forma part de la "classe di ‘81", un grup de ciclistes joves amb projecció nascuts el 1981 que van debutar a l'equip Mapei. Altres membres d'aquesta generació són Fabian Cancellara, Bernhard Eisel i Aleksandr Kólobnev.
Quan Mapei va retirar el seu patrocini el 2002, Pozzato va fitxar per l'equip Fassa Bortolo de Giancarlo Ferretti. Tot i guanyar la Tirrena-Adriàtica del 2003 i una etapa al Tour de França 2004, la seva relació tensa amb Ferretti va fer que no passés uns bons anys al Fassa Bortolo. Va patir lesions i va haver de treballar moltes vegades per l'esprintador Alessandro Petacchi.
A la temporada 2004, va disputar la prova en ruta dels Jocs Olímpics, que va guanyar el seu capità Paolo Bettini. Buscant un nou equip, va trobar-se amb l'interès del Quick Step-Innergetic i va fitxar per aquest equip per la temporada 2005 de l'UCI ProTour, reunint-se amb altres ex-ciclistes de Mapei com el mateix Bettini o Davide Bramati.
La temporada 2005 va anar millor per Pozzato, que es va endur la HEW Cyclassics davant del seu company d'equip Luca Paolini. A la temporada 2006 també es va endur una clàssica de gran renom, la Milà-Sanremo, on va ser l'únic membre d'una escapada formada al Poggio que va resistir el retorn del pilot.
Pozzato va tornar a canviar d'equip per la temporada 2007, i va començar bé la temporada, enduient-se el Tour de l'Alt Var i l'Omloop Het Volk a la primavera. També va guanyar la cinquena etapa del Tour de França.
Després d'un 2008 en què sols aconseguí dues victòries, el 2009 fitxà pel Team Katusha, alhora que es retrobà amb els èxits, tot guanyant, entre d'altres, el campionat nacional en ruta i el Gran Premi E3. El 2010 guanyà una etapa al Giro d'Itàlia. El seu darrer gran triomf fou al GP Ouest France-Plouay de 2013.
A finals del 2018 es retirà, després de 19 anys com a professional.

## Palmarès
- 2002
  - 1r a la Volta a Cuba i vencedor d'una etapa
  - 1r al Giro del Lago Maggiore
  - 1r al Duo Normand (amb Evgueni Petrov)
  - 1r al Tour del llac Léman
  - Vencedor de 4 etapes del Tour de Normandia
  - Vencedor de 2 etapes de la Volta a Eslovènia
  - Vencedor de 2 etapes del Tour de l'Avenir
  - Vencedor d'una etapa de l'Ytong Bohemia Tour
- 2003
  - 1r a la Tirrena-Adriàtica i vencedor d'una etapa
  - 1r al Trofeu Laigueglia
  - 1r al Trofeu de l'Etna
  - 1r al Trofeu Matteoti
- 2004
  - 1r al Giro della Liguria
  - 1r al Trofeu Laigueglia
  - Vencedor d'una etapa al Tour de França
- 2005
  - 1r a la Vattenfall Cyclassics
  - 1r al Giro del Lazio
  - Vencedor d'una etapa de la Volta a Alemanya
- 2006
  - 1r a la Milà-Sanremo
  - Vencedor d'una etapa al Tour of Britain
- 2007
  - 1r al Tour de l'Alt Var
  - 1r a l'Omloop Het Volk
  - 1r al Trofeu Matteotti
  - 1r al Gran Premi de la Indústria i el Comerç de Prato
  - Vencedor d'una etapa al Tour de França
  - Vencedor d'una etapa de la Volta a Polònia
- 2008
  - 1r al Giro de la Província de Grosseto
- 2009
  -  Campió d'Itàlia en ruta
  - 1r al Gran Premi E3
  - 1r al Giro del Vèneto
  - 1r al Memorial Cimurri
  - Vencedor d'una etapa als Tres dies de La Panne
- 2010
  - 1r al Memorial Ballerini
  - Vencedor d'una etapa al Giro d'Itàlia
- 2011
  - 1r al Gran Premi Bruno Beghelli
- 2012
  - 1r al Gran Premi de la indústria i l'artesanat de Larciano
- 2013
  - 1r al GP Ouest France-Plouay
  - 1r al Trofeu Laigueglia
  - 1r a la Coppa Agostoni

### Resultats al Giro d'Itàlia
- 2005. 84è de la classificació general
- 2009. No surt (14a etapa)
- 2010. 45è de la classificació general. Vencedor d'una etapa
- 2012. No surt (10a etapa)
- 2013. 120è de la classificació general
- 2016. 115è de la classificació general
- 2017. 104è de la classificació general

### Resultats al Tour de França
- 2004. 116è de la classificació general. Vencedor d'una etapa
- 2006. 133è de la classificació general
- 2007. Abandona (15a etapa). Vencedor d'una etapa
- 2008. 67è de la classificació general
- 2009. 100è de la classificació general
- 2015. 125è de la classificació general

### Resultats a la Volta a Espanya
- 2008. No surt (19a etapa).  Porta el mallot or durant 1 etapa
- 2010. No surt (20a etapa)
- 2014. No surt (20a etapa)